# Niedersachsen Döhren
Niedersachsen Döhren (offiziell: Spielvereinigung Niedersachsen gegr. 1909 e. V.) ist ein Sportverein aus dem hannoverschen Stadtteil Döhren. Die erste Fußballmannschaft spielt in der Bezirksliga Hannover 2. Zwischen 1967 und 1971 spielte man in der höchsten niedersächsischen Amateurliga. Der Verein bietet außer Fußball noch die Sportarten Freizeitsport, Gymnastik, Kinderturnen, Tanzen, Tischtennis, Volleyball, Wandern und Yoga an.

## Geschichte
Am 17. Juli 1909 gründeten bürgerliche Jugendliche den Ball-Spielclub Niedersachsen Döhren. Dieser fusionierte im Jahre 1919 mit dem BC 1918 Döhren zur heutigen Spielvereinigung Niedersachsen, die 1922 in die damals erstklassige Südkreisliga aufstieg. 1925 wurden die Döhrener Vizemeister hinter dem SV Arminia Hannover. An die Erfolge konnte man nicht anknüpfen, da zahlreiche Leistungsträger ihre Karrieren beendeten und die Heimspielstätte Sonnenwende einem Straßenausbau zum Opfer fiel. Im Jahre 1927 stiegen die Döhrener nach einer 2:3-Niederlage im Entscheidungsspiel gegen den VfL Helmstedt ab. Neun Jahre später folgte der Abstieg in die Kreisklasse.
Erst in den 1950er Jahren machte der Verein wieder von sich reden. Im Jahre 1956 wurden die A-Junioren Niedersachsenmeister. Vier Jahre später stieg die erste Mannschaft in die Amateurliga 3 auf. Unter Trainer Klemens Heyduck wurde man 1963 Vizemeister und ein Jahr später Meister. In der Aufstiegsrunde zur Landesliga Niedersachsen scheiterte man am FC Schöningen 08, so dass die Döhrener in der Verbandsliga Süd weiterspielten. Dort wurde man 1967 unter Trainer Friedel Schicks Meister und konnte nach einem 5:0-Aufstiegsrundensieg über die Sportfreunde Salzgitter den Sprung in die Landesliga, der höchsten niedersächsischen Amateurliga feiern.
Die Saison 1968/69 wurde auf Rang fünf beendet. Da die Amateurmannschaften der Lokalrivalen Hannover 96 und Arminia Hannover besser platziert waren, mussten die Döhrener mit den punktgleichen Teutonia Uelzen ein Entscheidungsspiel um den Einzug in die Regionalliga-Aufstiegsrunde austragen. Durch ein Eigentor von Kostka gewann die Teutonia das in Burgdorf ausgetragene Spiel mit 1:0. In den 1970er Jahren ging es sportlich bergab: 1971 stieg man als Letzter aus der Landesliga ab, im Jahre 1976 musste man sich aus der Verbandsliga Süd verabschieden und landete 1978 gar in der Bezirksklasse.
In den 1990er Jahren kam es zu einer kurzen Renaissance, als man zwischen 1996 und 2000 in der Niedersachsenliga West spielte. Seit dem Aufstieg im Jahre 2010 spielten die Döhrener in der Bezirksliga, ehe im Jahre 2022 der Aufstieg in die Landesliga gelang.
Am 28. November 2024 wurde der Verein mit der Niedersächsischen Sportmedaille ausgezeichnet.

## Stadion
Niedersachsen Döhren trägt seine Heimspiele auf seiner Sportanlage an der Schützenallee 10 in Hannover-Döhren aus, die es sich mit dem Rugby-Verein Schwalbe Döhren teilt. Der Platz hat an einer Seite vier Stehreihen und sonst keine Tribünen.

## Persönlichkeiten
Der von 2005 bis 2012 in der Bundesliga als Schiedsrichter eingesetzte Babak Rafati pfeift für Niedersachsen Döhren. Er beging am 19. November 2011 einen Selbstmordversuch, der die Aufmerksamkeit der Öffentlichkeit auch auf seinen Verein lenkte.